# Kohti Yhdeksän Nousua
Albums de Horna
Hiidentorni
(1997) Haudankylmyyden Mailla
(1999)
Kohti Yhdeksän Nousua est le premier album studio du groupe de Black metal finlandais Horna. L'album est sorti en 1998 sous le label Solistitium Records.
Le tirage de l'album a été tiré à 1,500 exemplaires.
L'illustration de la pochette de l'album est très ressemblante à celle de l'album A Blaze in the Northern Sky de Darkthrone.

## Musiciens
- Nazgul von Armageddon – chant
- Shatraug - guitare
- Moredhel (Jyri Vahvanen) – guitare
- Skratt – basse
- Gorthaur – batterie

## Liste des morceaux
1. Örkkivuorilta – 4:00
2. Imperial Devastation – 5:36
3. Sword of Darkness – 4:45
4. White Aura Buried in Ashes – 4:58
5. Sormus ja silmä – 10:00
6. Outro – 3:07